# Società di San Vincenzo de' Paoli
La Società di San Vincenzo de' Paoli (in francese Société de Saint-Vincent de Paul, sigla S.S.V.P.) è un'organizzazione caritativa cattolica fondata nel 1833 a Parigi dal beato Federico Ozanam insieme ad altri laici e dedicata all'opera di san Vincenzo de' Paoli. Essa ebbe il riconoscimento della Santa Sede con un breve apostolico di papa Gregorio XVI nel 1845. È attualmente diffusa in 154 Paesi del mondo e conta 2.300.000 volontari suddivisi in 47.000 gruppi operativi diffusi sul territorio chiamati "Conferenze". Fa parte della famiglia vincenziana.

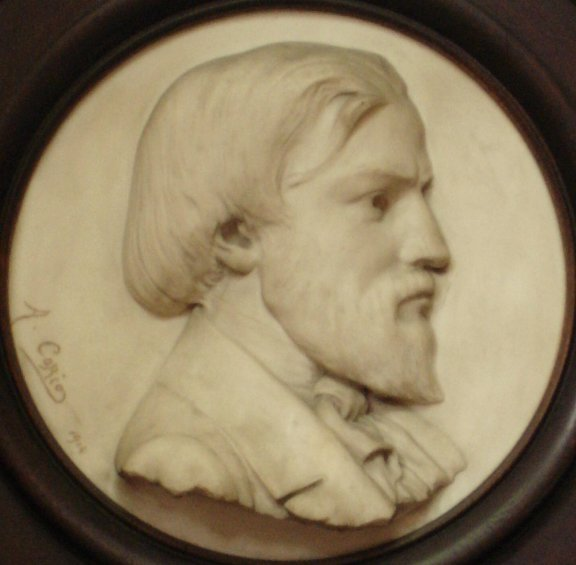
Medaglione recante il profilo di Federico Ozanam, fondatore della Società di San Vincenzo de' Paoli (chiesa di Saint-Étienne-du-Mont, Parigi)

Tra i fondatori vi era anche il giornalista Emmanuel Bailly, che organizzò nel 1830 per alcuni studenti degli incontri denominati "Conferenze di diritto e di storia". Il 23 aprile 1833 i giovani Ozanam, Le Taillandier, Lamache, Lallier, Devaux, Clavè e Bailly decisero di dare una maggiore strutturazione ai propri incontri. Furono stabiliti due punti fondamentali: la semplicità ed il fine pratico, attivo. I caratteri fondamentali della conferenza, con il passar del tempo, furono così individuati:
- la filiale sottomissione alla Chiesa cattolica
- l'elevazione spirituale dei suoi membri e dei poveri assistiti
- la semplicità dei rapporti tra i confratelli
- la collegialità delle decisioni
- la forma diretta della carità con le visite, non individuali, alla case delle famiglie povere.

Fu deciso di chiamare tali incontri "Conferenze di Carità". Le conferenze vissero senza alcun regolamento per oltre due anni, fino a quando fu affidato il compito di redigerlo a Lallier, aiutato da Ozanam. Il regolamento fu approvato nel 1835 e le conferenze assunsero il nome definitivo di "Società di San Vincenzo de' Paoli".

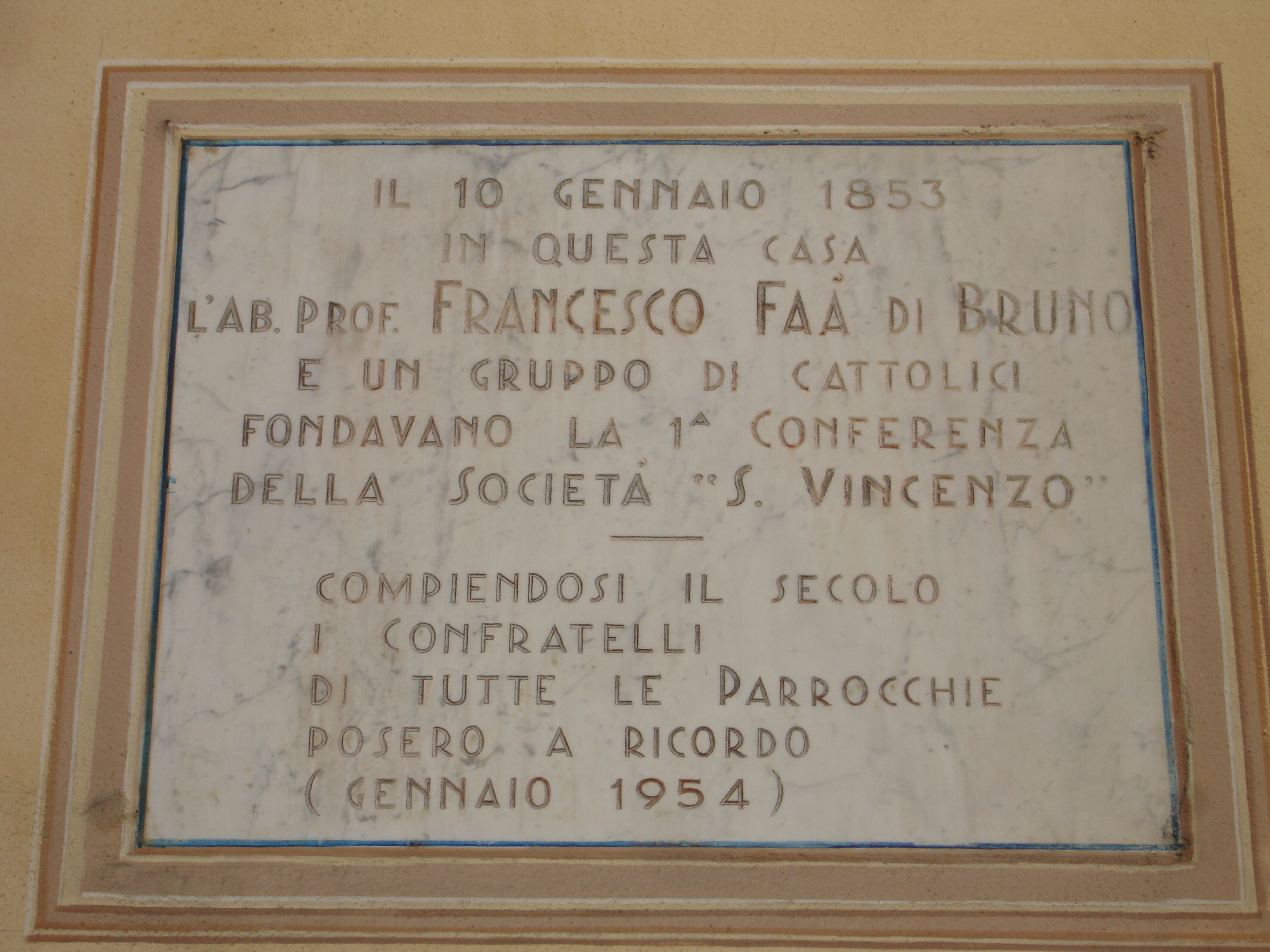
Alessandria - Via Piacenza angolo Via Urbano Rattazzi. Lapide commemorativa posta nel 1954 a ricordo della 1ª Conferenza della Società "San Vincenzo" in occasione del centenario

.

## Menzioni
La Società di San Vincenzo de' Paoli fu citata da papa Leone XIII nell'enciclica Humanum Genus, unitamente ai patronati cattolici, l'operato a favore di poveri, operai proletari, e delle loro famiglie.
Questi istituti sono ritenuti eredi di quei collegi e scuole di arti mestieri, "opportunissimi a fiaccare la potenza delle sètte" nei loro confronti, e a "mantenere in essi con l'integrità dei costumi l'amore della pietà, e la conoscenza della religione", motivo per cui espresse il desiderio che "adattate ai tempi", risorgessero "per tutto sotto gli auspici e il patrocinato dei Vescovi a salute del popolo". Della Società San Vincenzo de' Paoli, dichiarò:
(Leone XIII, Lettera Enciclica Humanum Genus, 1884.)